# Шиховский, Иван Осипович
Ива́н О́сипович Шиховски́й (Шиховско́й) (? — 1854, Санкт-Петербург) — русский ботаник, доктор медицины, доктор философии, профессор; переводчик.

## Биография
Родился в семье польского дворянина в начале XIX века: в 1800, 1801(?) 1803, 1805.
По окончании курса в рязанской гимназии в 1821 году поступил казённым воспитанником на медицинское отделение Московского университета. В 1825 году окончил курс лекарем первой степени, был оставлен при университете и в сентябре 1826 года назначен помощником инспектора студентов (состоял в этой должности до мая 1828). В 1827 году перевёл с немецкого и издал «Руководство к практической анатомии». Выдержав экзамен на допуск к степени доктора медицины (1827) и экзамен на звание акушера (июнь 1828), был командирован в Профессорский институт в Дерпте. Там он специализировался на изучении ботаники под руководством профессора Ледебура. В сентябре 1829 года защитил в Дертском университете диссертацию на степень доктора медицины («De digitalis purpurea») и в августе 1832 года (по другим данным, в 1837) там же получил степень доктора философии за диссертацию «De fructus plantarum phanerogamorum natura».
Отправленный в январе 1833 года в заграничную командировку для усовершенствования «по естественной истории и акушерству», большую часть времени он занимался, а затем практически ознакомился с флорой Центральной Европы и Италии. Большую часть времени работал в Вене.
Вернувшись в июле 1835 года в Россию Шиховский прочитал в Академии наук пробную лекцию и был назначен профессором ботаники в Московский университет. С сентября 1836 года — профессор ботаники, общей терапии и рецептуры московском отделении Медико-хирургической академии (с 1839 по 1840 год был учёным секретарём академии). В июле 1840 года был переведён на кафедру ботаники Санкт-Петербургского университета, где заместил уехавшего за границу Н. И. Железнова.
Шиховский устроил в сквере перед университетом ботанический сад, где культивировалось до 600 растений петербургской флоры и куда пересаживал привезённые дикорастущие растения, чтобы студенты могли изучать их в натуре, сильно обогатил университетский гербарий. Ни оранжереи, ни кабинета для анатомических работ в то время не было, и Шиховский для удовлетворения всех этих нужд мог выделить только одну комнату в кабинете «для помещения, — как говорит его биограф, — нескольких живых растений, для просушки вновь собираемых и даже для микроскопических наблюдений». Шиховский с особым усердием занялся собиранием материалов и пособий для преподавания своего предмета. Он много ездил с научными целями по Финляндии и Скандинавскому полуострову (1846), острову Эзелю (1849) и чрезвычайно усердно собирал гербарии.
Что же касается лекционного преподавания, то оно охватывало все отрасли ботаники. Так, Шиховский читал курсы «Органография, физиология и патология растений» (по О. Декандолю, Э. Сент-Илеру, Адриену Анри Жюссьё, М. Шлейдену, Ф. Мейену и К. Мокен-Тандону), «Палеонтология растений» (по А. Броньяру, И. Гёпперту и др.), «Обозрение семейств, родов и видов петербургской флоры» (на основании собственных исследований), «История ботаники», «Систематика растений» и, наконец, для камералистов — «Обозрение растений, употребительных в хозяйстве». Впрочем, по мнению А. Н. Бекетова, деятельность Шиховского в качестве руководителя кафедры ботаники «оказалась впоследствии ничтожной».
По словам современников, «знавшие близко Шиховского любили его за готовность содействовать успеху великого учёного предприятия». Шиховский выделялся выдающимся трудолюбием.
Шиховский был членом многих русских и иностранных учёных обществ, устроителем первой выставки садоводства.
Скончался 14 (26) июля 1854 года от холеры. Похоронен на Смоленском лютеранском кладбище. Надгробие разрушено, навершие, на котором он указан как Jean Baptiste Schychowsky, лежит на земле. Эпитафия на французском языке: «Enleve a sa Veuve et a son Fils par le cholera» (Похищен у вдовы и сына холерой). Также на Смоленском лютеранском кладбище была похоронена его супруга Мария Шиховская (12.7.1807 — 11.3.1876); её надгробие не сохранилось.

## Научные труды
Печатные труды Шиховского немногочисленны. В 1827 году, ещё в качестве врача, он перевёл с немецкого языка на русский «Руководство к практической анатомии»; в 1837—1838 годах точно так же перевёл «Introduction à l'étude de Botanique» Декандоля, долгое время бывшее лучшим руководством на русском языке; перевёл с дополнениями «Теорию садоводства» Дж. Линдлея (СПб., 1845).
- О действии ядовитых веществ на некоторые растения 1837 г.
- Наставление о собирании растений и систематическая роспись всех доселе известных в России дерев и кустарников. — 1844.
- Воспоминания о Линнее, его учении, его школе в Швеции и нынешнем состоянии в ней ботаники. — 1847.
- Описание растения уллюки клубненосной // Тр. Вольно-экономич. об-ва. Уллюка клубненосная предлагалась в качестве заменителя картофеля.
- Руководство к ботанике для гимназий. — 1853. — в двух томах, с атласом.

## Семья
В 1845 году, 10 января, в Санкт-Петербургской римско-католической церкви Св. Екатерины состоялось его венчание с Марией Керн.
В ЦГИА Санкт-Петербурга хранится завещание Шиховского, составленное 14 июля 1854 года, в котором он указал: «Гербарий мой предоставляю в пользу Санкт-Петербургского Университета с тем, чтобы сын мой Иосиф тотчас после смерти моей был принят стипендиатом в Гимназию; а потом также стипендиатом в Санкт-Петербургский Университет…». Его сын Иосиф, родившийся в 1838 году (вероятно от первого брака?) в 1859 году окончил кандидатом историко-филологический факультет Санкт-Петербургского университета, затем преподавал в нём (1866—1871), а также был инспектором классов Женского Патриотического института (с 1877); в чине действительного статского советника умер 17 октября 1881 года — по данным Петербургского некрополя — в возрасте 42 лет (месяцем ранее, 27 сентября, скончалась его жена, Анна Фемистокловна и оба были похоронены на Смоленском православном кладбище).